# Glad You Came
Glad You Came è un brano musicale pop della boy band britannica The Wanted, scritto da Steve Mac, Wayne Hector ed Ed Drewett. Il brano è stato pubblicato come secondo singolo estratto dal secondo album del gruppo, Battleground, il 10 luglio 2011 in versione digitale e il giorno successivo su CD. Il singolo ha raggiunto nella prima settimana la vetta della classifica britannica e della classifica irlandese.
Il brano ha venduto negli Stati Uniti nei primi sei mesi del 2012 oltre 2 892 000 copie.

## Tracce
- Download digitale[12]

1. Glad You Came – 3:17
2. Glad You Came (Alex Gaudino Radio Edit) – 3:03
3. Glad You Came (Alex Gaudino Remix) – 7:53
4. Iris (Live) – 4:01

- CD singolo[13]

1. Glad You Came – 3:19
2. Glad You Came (Alex Gaudino Radio Edit) – 3:03
3. Gold Forever (BBC Radio 1 Live Lounge Version) – 3:35

## Classifiche
| Classifica (2011) | Posizione più alta |
| ----------------- | ------------------ |
| Irlanda           | 1                  |
| Regno Unito       | 1                  |
| Scozia            | 1                  |
| Europa            | 1                  |
| Giappone          | 1                  |
| Classifica (2012) | Posizione più alta |
| USA               | 3                  |
| Canada            | 1                  |